# معماری در ازبکستان
معماری در ازبکستان (انگلیسی: Architecture of Uzbekistan) ترکیبی از طراحی سنتی کهن و ویژگی‌های نوآورانه‌ای است که با اقلیم این منطقه سازگار شده‌اند. مراکز معماری ازبکستان شامل سمرقند، بخارا، خیوه، شهر سبز، ترمذ و خوقند هستند. تعدادی از شاهکارهای معماری باستانی همچنان باقی مانده‌اند که شامل کاخ‌ها، آرامگاه یادمانی‌ها، مسجدها و مناره‌ها می‌شوند. معماری ازبکستان همچنین با موزاییک‌های رنگارنگ، نمادهای مذهبی و الگوهای هندسی انتزاعی شناخته می‌شود.
تحقیقات باستان‌شناسی در آسیای مرکزی روندهای معماری‌ای را آشکار کرده است که همزمان با آشولی توسعه یافته‌اند. در واقع، بقایای یادمان‌هایی از هر دو دوره عصر سنگ و عصر برنز در مناطق ولایت سرخان‌دریا، تاشکند، سمرقند، فرغانه و نوایی (ازبکستان) کشف شده‌اند. در طول سده‌های میانه، معماری ازبکستان با توجه به موقعیت آن به عنوان پیوندی مرکزی در جاده ابریشم به طول ۱۱٬۰۰۰-کیلومتر-long (۷٬۰۰۰-مایل) شکوفا شد. معماری دوره تیموریان در سده‌های چهاردهم تا شانزدهم و همچنین معماری دوران شیبانیان در سده شانزدهم، تأثیر قابل‌توجهی بر توسعه معماری اسلامی داشتند. در سده بیست و یکم، معماری ازبکستان با حفظ توازن میان طراحی سنتی و نوآوری مدرن شناخته می‌شود.

## معماری پیشااسلامی
قدیمی‌ترین نشانه‌های سکونت انسانی در منطقه ازبکستان به دوران پارینه‌سنگی بازمی‌گردد. سکونتگاه‌های باستانی نشان می‌دهند که کهن‌ترین معماری‌ها در ساپالیتپه (سده‌های چهاردهم تا هفدهم پیش از میلاد) و جرکوتان (سده‌های نهم تا چهاردهم پیش از میلاد) یافت می‌شوند. یادمان‌های بودایی، از جمله فایز تپه و کارا تپه، نیز در منطقه سرخان‌دریا (سده‌های یکم تا سوم میلادی) کشف شده‌اند. هر یک از این مکان‌ها مراحل مختلف تمدن آسیای مرکزی را بازتاب می‌دهند.
شهر باستانی خوارزم یکی از عناصر مهم در معماری ازبکستان است. خوارزم ۹۸۲ سال پیش از حمله اسکندر مقدونی به آسیای مرکزی، یعنی بیش از ۳۴ سده پیش، بنیان گذاشته شد. سکونتگاه‌های باستانی خوارزم با معماری شاخص خود شناخته می‌شوند، از جمله جان‌باس‌قلعه (سده چهارم پیش از میلاد)، کوی‌کرلگان‌قلعه (سده دوم پیش از میلاد – سده چهارم میلادی)، توپراک‌قلعه (سده یکم پیش از میلاد – سده ششم میلادی) و آیازقلعه (سده دوم پیش از میلاد، واقع در جمهوری قره‌قالپاقستان).

## معماری نوگرای تاشکند
معماری نوگرای تاشکند نمونه‌ای برجسته از به‌کارگیری معماری سده بیستم برای شکل‌دهی به پایتختی نوظهور و چندفرهنگی است؛ شهری که هم‌زمان با تغییرات سیاسی و اجتماعی در آسیای مرکزی در دوره شوروی به موزاییکی پویا از فرهنگ‌ها و قومیت‌ها تبدیل شد.

### آثار
1. ساختمان مسکونی ژمچوگ، تاشکند (۴۱°۱۸′۹٫۶۶۱″N 69°۱۶′۲٫۰۰۵″E)
2. خانه ناشران، تاشکند (۴۱°۱۸'۴۰٫۳۶۶″N 69°۱۶′۱۲٫۸۱۷″E)
3. مجتمع خورشیدی سان هلیو، پارکنت (۴۱°۱۸′۴۶٫۶۷۸″N 69°۴۴′۲۳٫۲۹۶″E)
4. کاخ سازندگان هوانوردی، تاشکند (۴۱°۱۷'۳۲٫۲۴″N 69°۲۰′۳۰٫۵۸″E)
5. موزه دولتی تاریخ ازبکستان، تاشکند (۴۱°۱۸′۴۱٫۱۶۶″N 69°۱۶′۹٫۵۴۱″E)
6. کاخ دوستی ملت‌ها، تاشکند (۴۱°۱۸′۳۱٫۱۱″N 69°۱۴′۲۸٫۹۹۸″E)
7. سیرک دولتی، تاشکند (۴۱°۱۹′۲۷٫۲۵۴۸″N 69°۱۴′۳۴٫۶۰۶″E)
8. موزه دولتی هنرها، تاشکند (۴۱°۱۸'۱۰٫۱۳۸″N 69°۱۶′۴۰٫۴۶۸″E)
9. اتحادیه هنرمندان، تاشکند (۴۱°۱۸’۳۱٫۸۳۱″N 69°۱۵’۵۹٫۱۲۶″E)
10. سینمای پانورامیک، تاشکند (۴۱°19'10.044"N ۶۹°15'34.547"E)
11. بازار چورسو، تاشکند (۴۱°۱۹′۳۶٫۳۸۲″N 69°۱۴′۶٫۲۰۹″E)
12. هتل ازبکستان، تاشکند (۴۱°۱۹′۲۷٫۲۵۴۸″N 69°۱۴′۳۴٫۶۰۶″E)
13. خانه جمهوری‌خواه گردشگری، تاشکند (۴۱°۱۸’۳۹٫۶۱۸″N 69°۱۷′۷٫۵۴۵″E)
14. گنبدهای آبی، تاشکند (۴۱°۱۸’۲۴٫۴۴۳″N 69°۱۶’۰٫۹۲۲″E)
15. ایستگاه مترو خیابان کیهان‌نوردان، تاشکند (۴۱°۱۸′۱۸٫۵۷۹″N 69°۱۵′۵۳٫۰۳۲″E)
16. برج تلویزیونی تاشکند (۴۱°۲۰’۴۴٫۳۳۸″N 69°۱۷′۵٫۵۷۳″E)

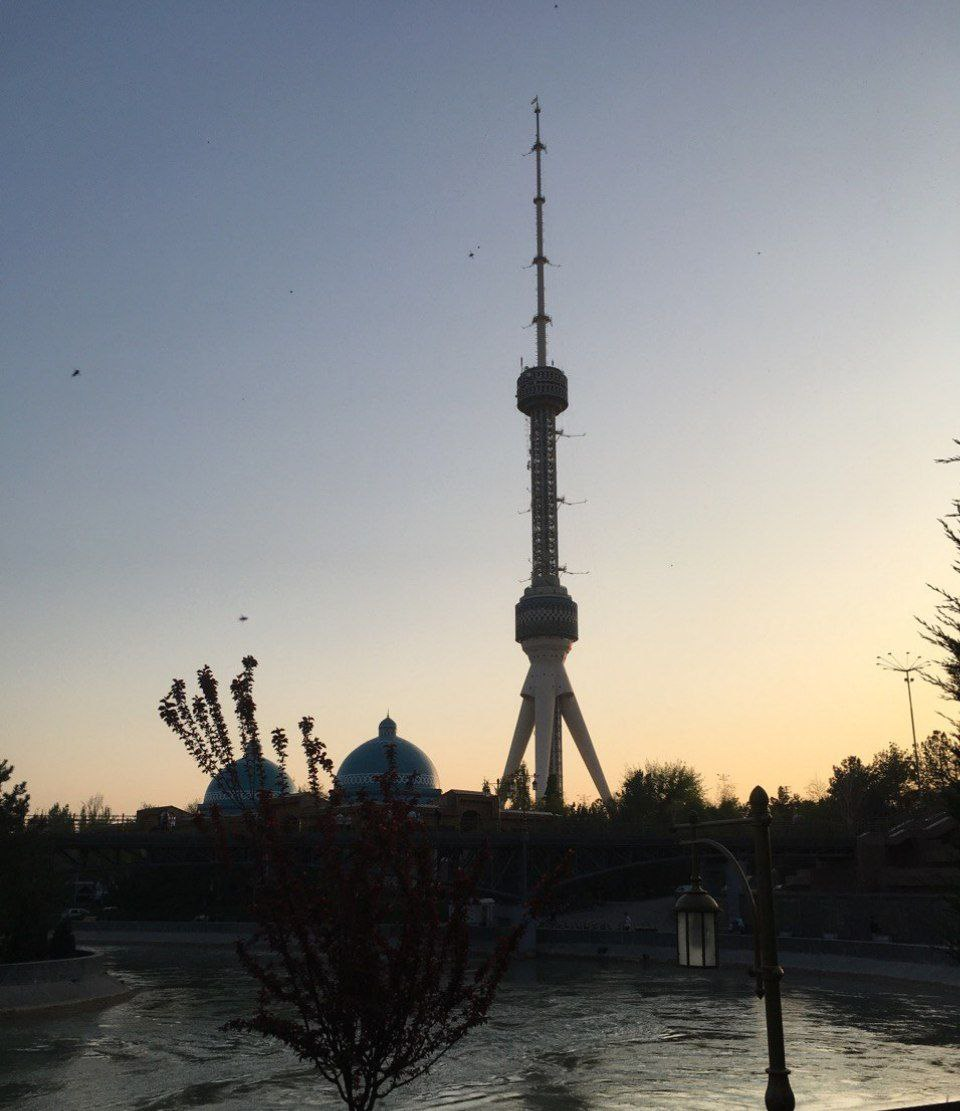
برج تلویزیونی تاشکند
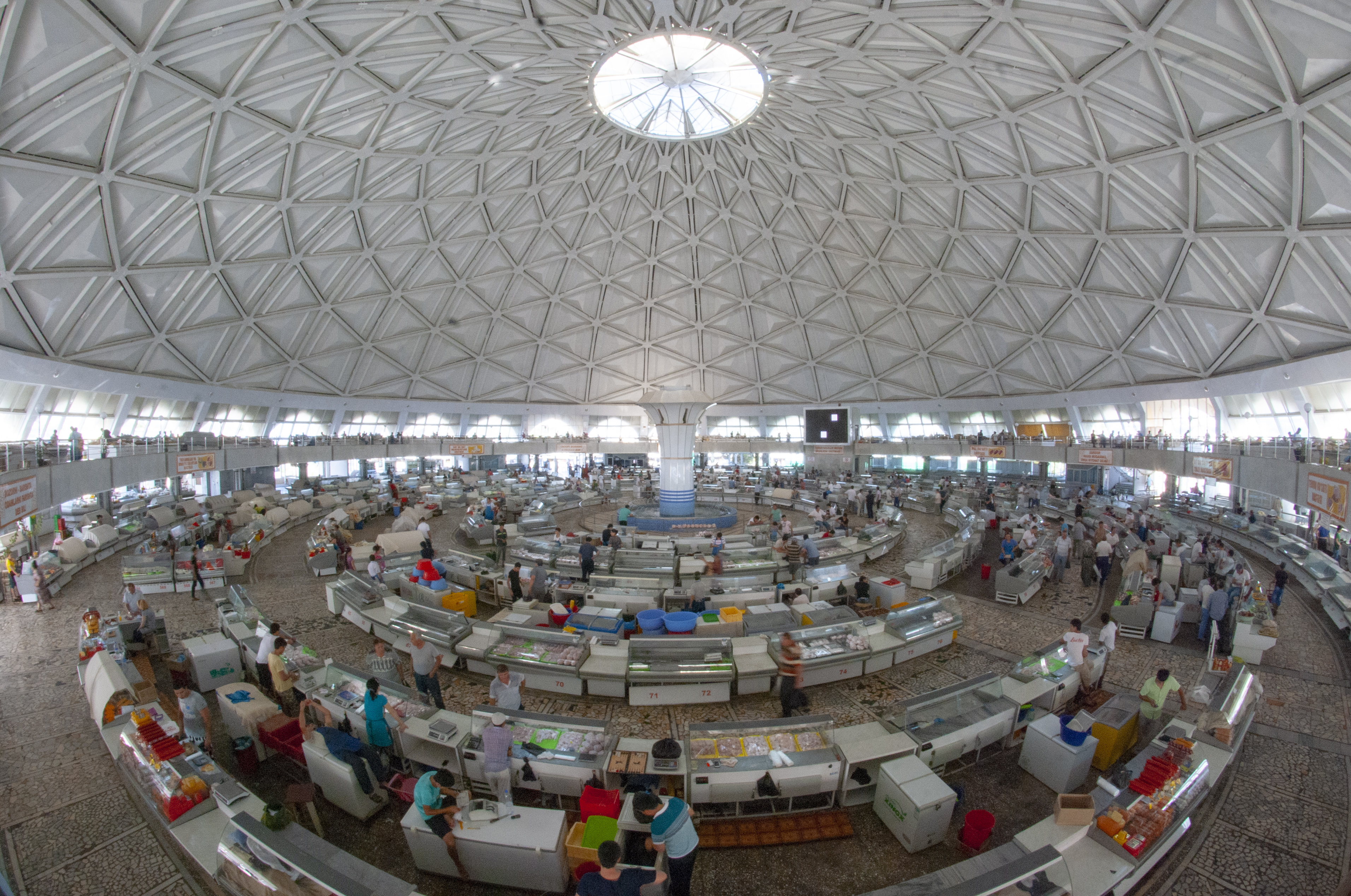
بازار چارسو
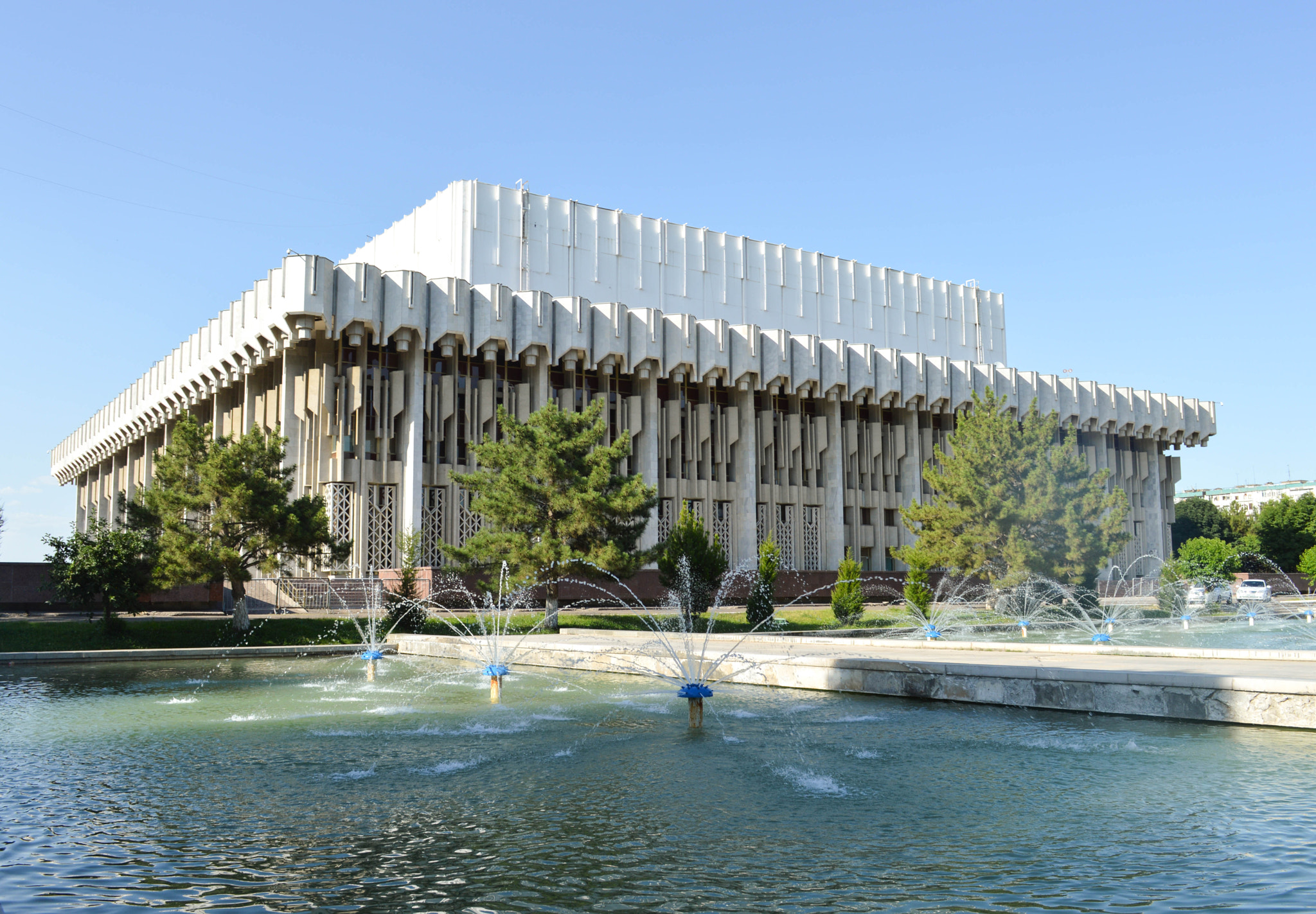
کاخ دوستی ملت‌ها
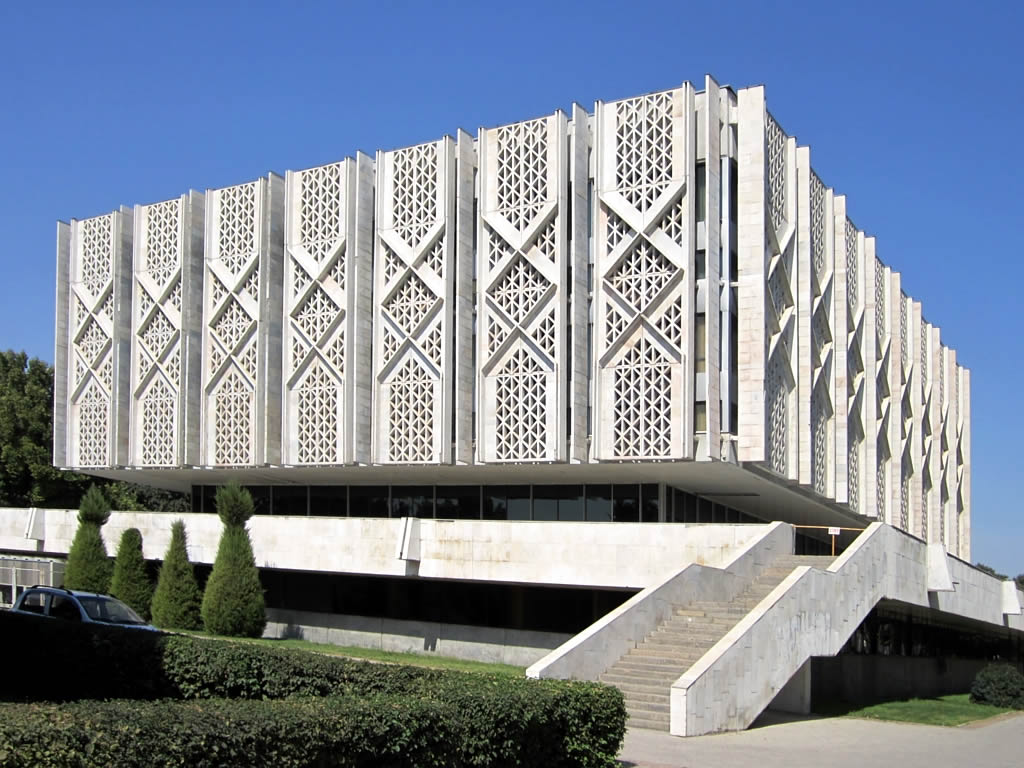
موزه دولتی تاریخ ازبکستان
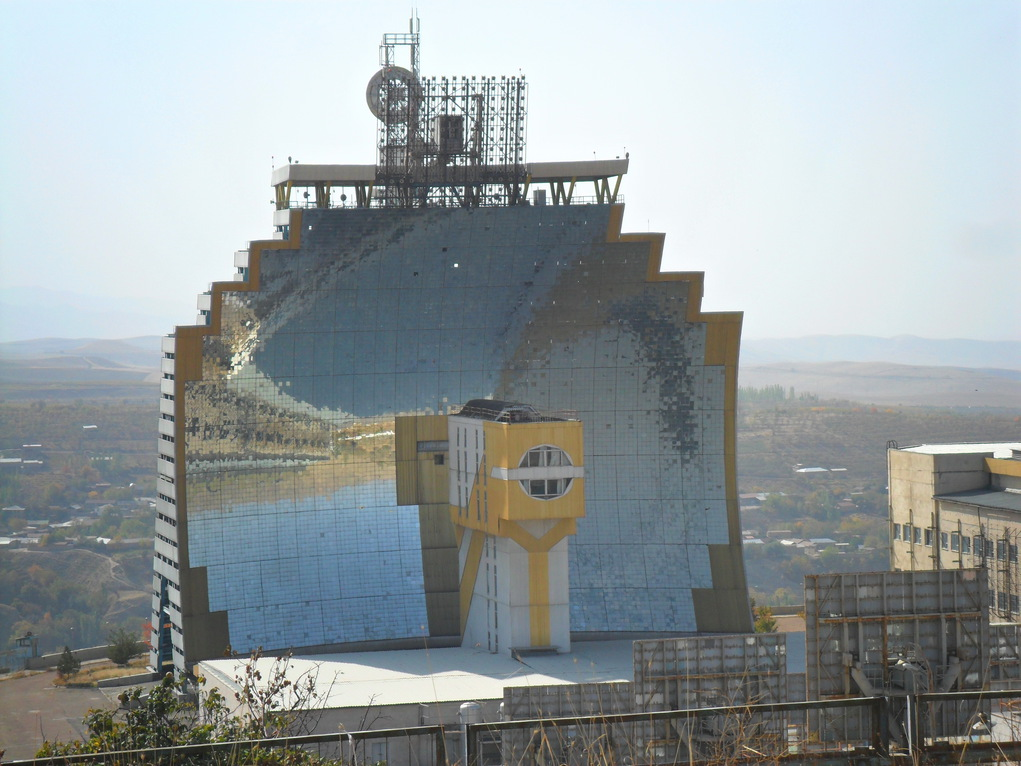
مجتمع خورشیدی سان هلیو

این آثار، نشان‌دهنده نقش معماری پس از جنگ در طراحی شهری یک پایتخت سده بیستم و ساخت جامعه‌ای جدید در گفت‌وگویی مداوم با تاریخ و سنت است. معماری نوگرای تاشکند شامل شانزده ساختمان نوگرای است که یکی از بزرگ‌ترین پروژه‌های اجتماعی، سیاسی، شهری و معماری را در پایتخت ازبکستان بین دوره «ذوب یخ‌ها» و فروپاشی اتحاد جماهیر شوروی بازتاب می‌دهند؛ دورانی که در آن، تاشکند چهارمین شهر پرجمعیت اتحاد جماهیر شوروی بود.
تاشکند که برای قرن‌ها در نقطه تلاقی فرهنگ‌ها قرار داشت، در سال ۱۸۶۷ به عنوان پایتخت ترکستان روسیه در چارچوب رقابت «بازی بزرگ» میان امپراتوری‌های روسیه و بریتانیا بر سر آسیای مرکزی برگزیده شد. این شهر در دوره شوروی به مدرنیزاسیون گسترده‌ای دست یافت. صنعتی‌سازی از دهه ۱۹۲۰ آغاز شد و در پی جنگ جهانی دوم شتاب بیشتری گرفت، چراکه بسیاری از کارخانه‌ها و مراکز علمی از غرب روسیه و اوکراین به تاشکند منتقل شدند. ورود دو میلیون آواره، جمعیت شهر را به‌شدت افزایش داد و در نیمه دوم سده بیستم، تاشکند به میدان آزمایش طرح‌های اجتماعی و شهری تبدیل شد. زمین‌لرزه‌ای در ۲۶ آوریل ۱۹۶۶ بخش عمده‌ای از شهر را ویران کرد و بازسازی آن، روند مدرنیزاسیون را تسریع نمود. بازسازی تاشکند با مشارکت کارگرانی از سراسر اتحاد جماهیر شوروی و در فضایی از «دوستی ملت‌ها» انجام گرفت.
شهر جدید، هم به‌عنوان دروازه شوروی به آسیا و هم نمایشگاهی برای «شرق‌شناسی شوروی» طراحی شد؛ اثباتی زنده بر قابلیت سازگاری سوسیالیسم با هر سناریوی پسااستعماری. در دوره «ذوب یخ‌ها»، تاشکند به مهم‌ترین مرکز برگزاری کنفرانس‌های بین‌المللی و نشست‌های علمی، صنعتی و هنری شوروی در منطقه تبدیل شد. در نتیجه، تاشکند شوروی، آسیای مرکزی را به نقش تاریخی خود در جاده ابریشم بازگرداند؛ جایی که فرهنگ‌ها، نژادها، ایده‌ها و زبان‌ها در هم تنیده می‌شدند. معماری نوگرای، جلوه‌ای از «شرق‌شناسی شوروی» با نگاهی به آینده بود.
شانزده عنصر معماری نوگرای تاشکند به دلیل طراحی منحصربه‌فرد خود، نمونه‌هایی شاخص از معماری نوگرای شوروی به‌شمار می‌روند. این آثار همچنین نشان‌دهنده همکاری میان مؤسسات طراحی تاشکند و مسکو و تکامل پژوهش‌های معماری از ۱۹۶۰ تا ۱۹۹۱، یعنی سه دهه پایانی اتحاد جماهیر شوروی، هستند. آزمایش‌های معماری به نوآوری‌های گونه‌شناختی و فنی در زمینه مقاومت لرزه‌ای، تعدیل اقلیمی و سازگاری با فرهنگ منطقه‌ای منجر شد. هر یک از این بناها، معماری نوگرای را با عناصر سنتی آسیای مرکزی (از لحاظ الگوی سکونت، گونه‌شناسی و تزئینات) ترکیب کردند. معماری نوگرای تاشکند گواهی بر این حقیقت است که تاشکند در نیمه دوم سده بیستم، آزمایشی اجتماعی و شهری منحصربه‌فرد بود.